# Wydział Informatyki i Telekomunikacji Politechniki Krakowskiej
Wydział Informatyki i Telekomunikacji Politechniki Krakowskiej – wydział Politechniki Krakowskiej powołany został z dniem 1-go stycznia 1999 roku Zarządzeniem Rektora PK z dn. 8 grudnia 1998 jako Wydział Fizyki Technicznej i Modelowania Komputerowego. Uchwałą Senatu PK z dn. 23 stycznia 2019 z dniem 1 października 2019 r. został przekształcony w Wydział Informatyki i Telekomunikacji. Dyscypliną wydziałową jest informatyka techniczna i telekomunikacja, która decyzją Ministra Edukacji i Nauki otrzymała kategorię naukową A.  

## Kierunki studiów[1]
- studia stacjonarne I i II stopnia:
  - informatyka
  - matematyka
  - matematyka stosowana
- studia niestacjonarne I i II stopnia:
  - informatyka

### Specjalności:
- Informatyka: Data Science, Cyberbezpieczeństwo, Systemy Inteligentne i Rozszerzona Rzeczywistość
- Matematyka: Matematyka w finansach i ekonomii, Modelowanie matematyczne
- Matematyka stosowana: Matematyka w finansach i ekonomii, Analityka Danych, Matematyka z Informatyką

## Historia
Wydział Informatyki i Telekomunikacji jest jednym z młodszych wydziałów Politechniki Krakowskiej. Pomysłodawcą jego utworzenia był profesor Józef Nizioł, rektor Politechniki Krakowskiej w latach 1990-1996. W roku 1997 uruchomiono kierunek fizyka techniczna, a jego prowadzeniem miały się zająć głównie jednostki międzywydziałowe. 4 grudnia 1998 roku Senat Politechniki Krakowskiej przyjął uchwałę, a rektor Kazimierz Flaga wydał Zarządzenie, na mocy którego 1 stycznia 1999 roku został utworzony Wydział Fizyki Technicznej i Modelowania Komputerowego. Pierwszym dziekanem został profesor Bohdan Kozarzewski.
10 grudnia 1999 roku Senat PK przyjął uchwałę o uruchomieniu studiów 5-letnich magisterskich na kierunku matematyka. Pod koniec 2001 roku uchwałą Senatu powołano międzywydziałowe studia na kierunku informatyka. Uruchomienie nowych kierunków skłoniło władze Wydziału do zmiany nazwy. Ostatecznie, Senat Politechniki Krakowskiej przyjął we wrześniu 2006 roku uchwałę zmieniającą dotychczasową nazwę na nową: Wydział Fizyki, Matematyki i Informatyki Stosowanej (od 2010 roku Wydział Fizyki, Matematyki i Informatyki). 
W wyniku wprowadzenia ustawy „Prawo o szkolnictwie wyższym i nauce” konieczne były zmiany w sposobie zarządzania jednostkami Uczelni. W efekcie Wydział ponownie zmienił nazwę i od 1 października 2019 roku nosi nazwę Wydział Informatyki i Telekomunikacji. 

## Główne kierunki działalności naukowo-badawczej[5]
- analiza danych, optymalizacja jedno- i wielokryterialna, sztuczne sieci neuronowe, systemy rozmyte, algorytmy ewolucyjne, algorytmy immunologiczne,
- metody obliczeniowe (metoda elementów skończonych), modelowanie i symulacja zagadnień technicznych, obliczenia wysokiej wydajności,
- komputerowa analiza i modelowanie krajobrazu, chmury punktów, projektowanie wspomagane komputerowo,
- modelowanie równoległe i rozproszone (chmury obliczeniowe), kryptografia i cyberbezpieczeństwo, sieci komputerowe,
- analiza funkcjonalna, teoria operatorów i równania różniczkowe,
- algebra, geometria różniczkowa i geometria algebraiczna,
- probabilistyka, procesy stochastyczne i statystyka,
- uczenie głębokie,
- uczenie zespołowe.

## Struktura organizacyjna[6]
Jednostki naukowe i dydaktyczne:
- Katedra Informatyki (F-1)
- Katedra Matematyki (F-2)

## Władze (kadencja 2025–2028)[7]
- dr hab. inż. Paweł Pławiak, prof. PK – dziekan,
- dr inż. Daniel Grzonka – prodziekan ds. kształcenia,
- dr Natalia Ryłko – prodziekan ds. współpracy,
- dr hab. inż. Michał Bereta, prof. PK – prodziekan ds. nauki,
- dr Sylwia Dudek – prodziekan ds. organizacyjnych.

## Koła Naukowe[8]
- Koło Naukowe Matematyków
- Koło Naukowe Informatyków
- Koło Naukowe Cosmo
- Koło Naukowe Visgraph
- Koło Naukowe Katedry Informatyki
- Koło Naukowe GENESYS